# Kleine-Löwen-Klasse

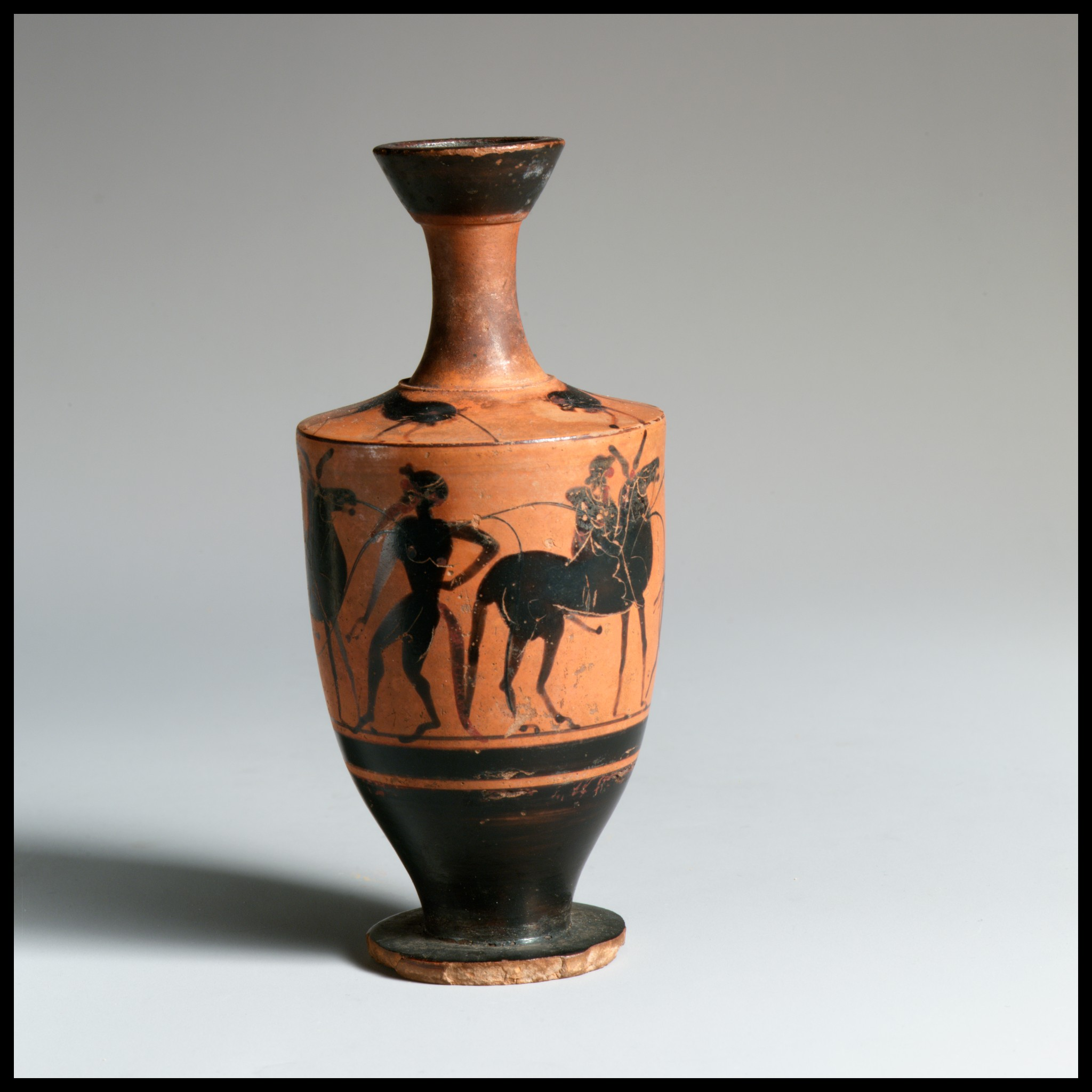
Lekythos der Kleine-Löwen-Klasse aus dem Metropolitan Museum of Art (1972.118.141)

Als Kleine-Löwen-Klasse (englisch: Little Lion Class, danach auch deutsch Little-Lion-Klasse) wird eine Klasse attisch-schwarzfiguriger Lekythen bezeichnet, die im ersten Viertel des 5. Jahrhunderts v. Chr. produziert wurde. 
Die kleinen Lekythen zeichnen sich durch einen sich verjüngenden Körper aus, der oberhalb des Fußes deutlich nach innen gekurvt ist. Ihren Namen erhielt die Klasse nach der Darstellung von kleinen Löwen auf den Schultern der Lekythen, es wurden aber auch andere Tiere wie Hunde und Hasen dargestellt.
Die Maler der Vasen der Kleine-Löwen-Klasse waren Nachfolger des Edinburgh-Malers. Hauptvertreter der Klasse ist der Sappho-Maler, andere Stücke können dem Diosphos-Maler zugewiesen werden, dazu kommen noch weitere stilistisch verwandte, unbenannte Maler.